# Alcañiz
Alcañiz è un comune spagnolo di 13 431 abitanti situato nella comunità autonoma dell'Aragona; è il capoluogo della comarca del Bajo Aragón. È un centro agricolo dedicato soprattutto alla coltivazioni dell'ulivo sul fiume Guadalope.
Nota per le gare automobilistiche che vi si svolgevano già dal 1965 sulle sue strade, è sede della Ciudad del Motor de Aragón, nota anche come Motorland. L'importante complesso, inaugurato nel 2009, è posto circa 5 km a sud del capoluogo e ospita gare di karting, automobilismo e soprattutto motociclismo di livello mondiale.

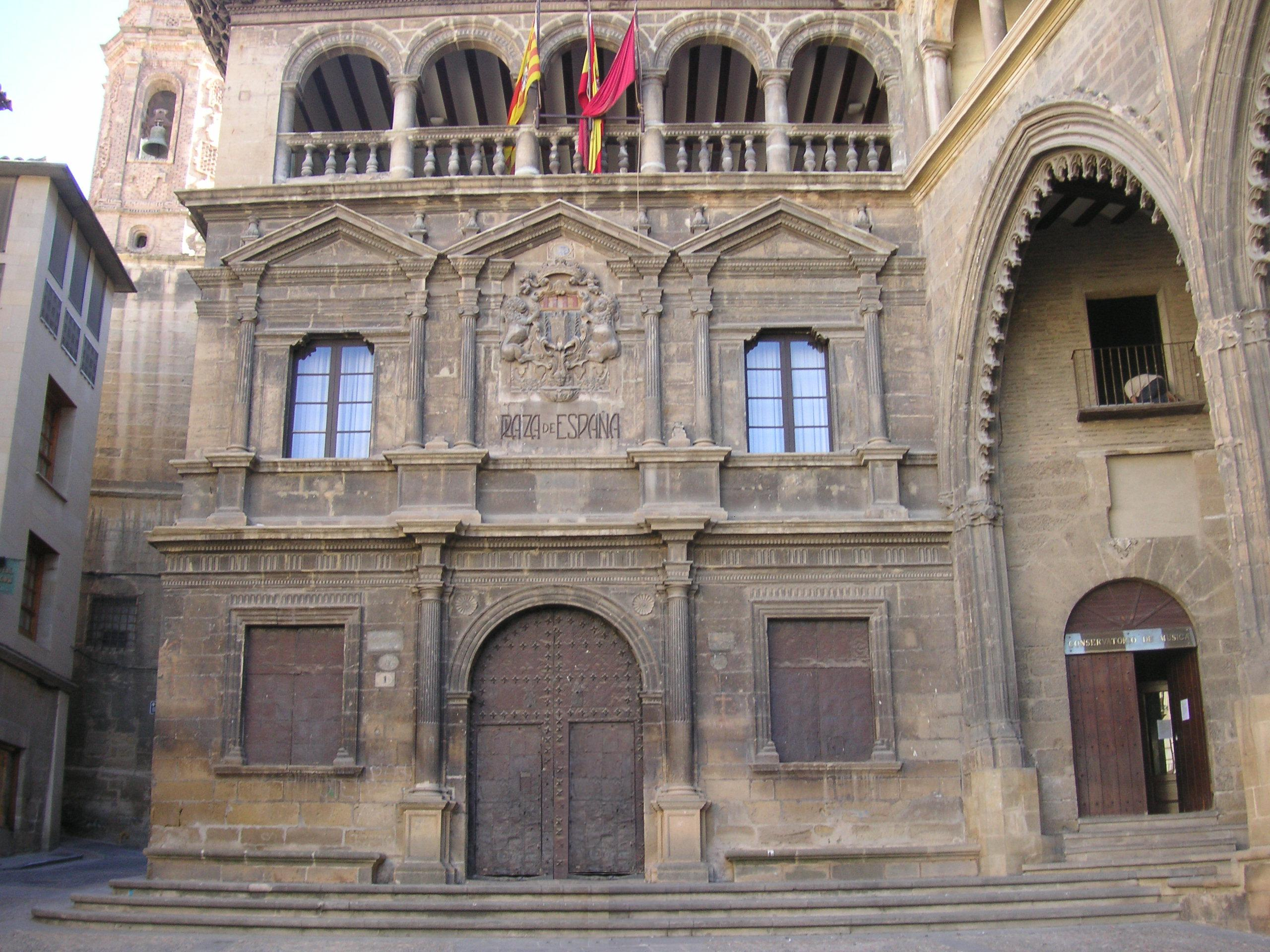
L'Ayuntamiento, in Plaza de España.

## Storia
Fu occupata dagli Arabi nei secoli dall'VIII al XII, riconquistata definitivamente dai Cristiani nel 1157,  dal 1179 al 1526 fu governata dai cavalieri dell'Ordine di Calatrava (l'ordine creato nel 1158 da Raimondo de Fideiro, abate cistercense, allo scopo di combattere l'Islam ed esistito fino al 1931).
Durante le guerre napoleoniche e carliste fu teatro di aspri combattimenti.

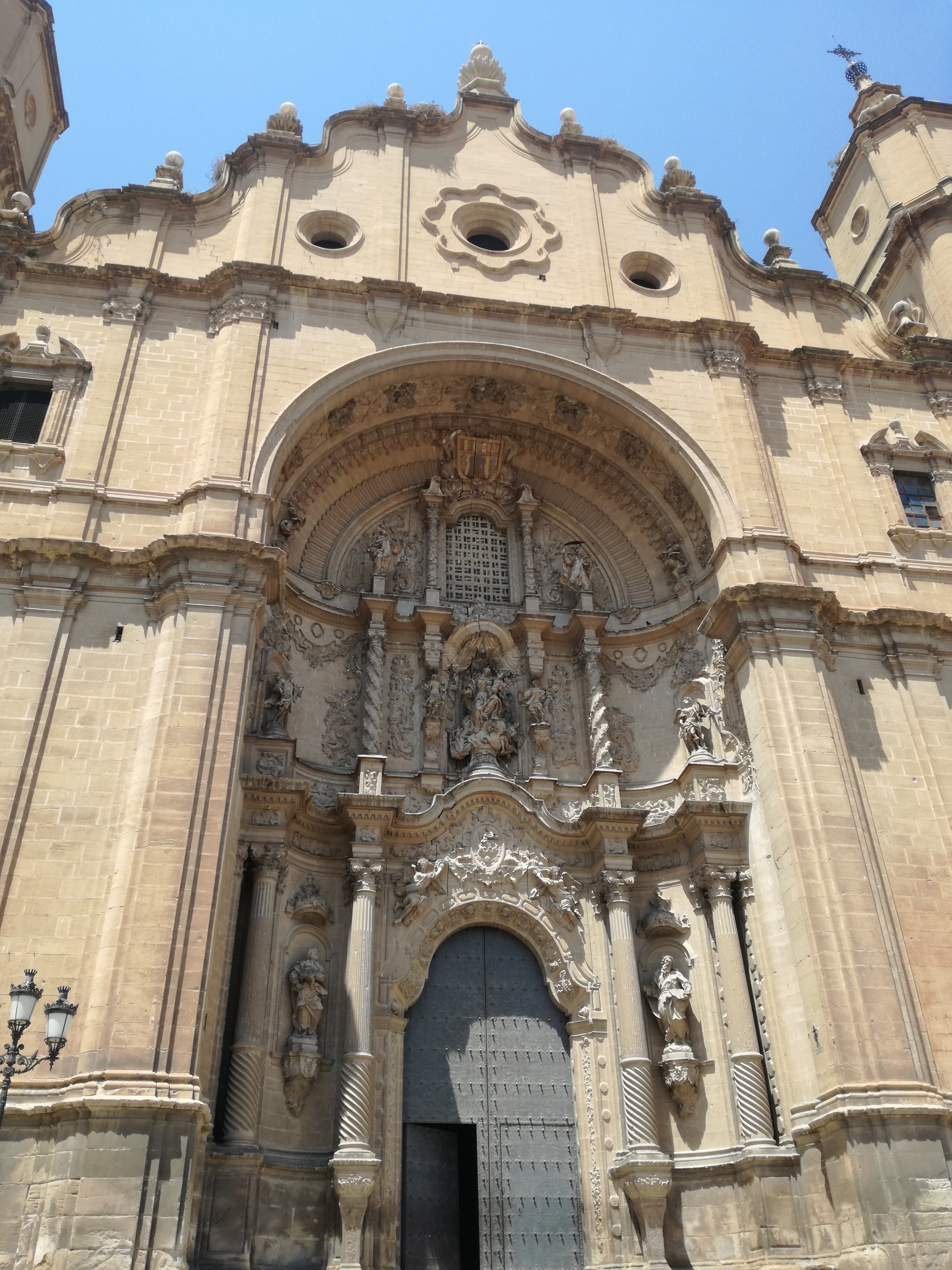
Alcaniz cattedrale

## Monumenti
- Il Castillo de Calatrava che domina dall'alto la città, è un complesso architettonico sorto nel secolo XII, più volte ampliato nei secoli successivi e ricostruito 1738. Ha una porta merlata e poderose torri, una cappella romanica, un piccolo chiostro gotico affrescato e una sala capitolare con affreschi del secolo XIV. Tali dipinti presentano uno stile lineare di moda nella Spagna orientale, ma con una nota ancora arcaica ed angolosa, di contenuto profano. Sulle pareti delsalone si sviluppano scene di combattimenti, tornei, corti d'amore, ma anche scene rustiche, come rappresentazioni dei mesi, trattate con senso espressivo del movimento[1]. Oggi è utilizzato come parador nacional.
- La Plaza de España conserva intatto l'aspetto medioevale per cui è dichiarata monumento nazionale. Fra i monumenti che vi si affacciano da notare sono la Lonja (borsa) di stile gotico costruita nel Cinquecento e l'Ayuntamiento rinascimentale-mudejar.
- La chiesa di Santa María la Mayor gotica del XIV secolo; di originario ha solo la torre perché la chiesa fu ricostruita a partire dal 1736 e barocchizzata.

## Dintorni
Nei dintorni, a 28 km a nord-est si trova il paese di Caspe noto per la produzione del miele. Dal 1193 al 1833 fu proprietà dei Templari e dei Cavalieri di Gerusalemme. Da notare la chiesa di Santa María la Mayor bizantina-ogivale dei secoli XIII-XIV con il reliquario della Vera Cruz del Quattrocento.

## Amministrazione

### Gemellaggi
- Tortosa, dal 1972
- Avignone
- Vinaròs, dal 2008